# Molecular Infection Medicine Sweden
Laboratoriet för molekylär infektionsmedicin Sverige (MIMS) vid Umeå universitet är sedan 2007 den svenska noden i det nordiska EMBL-partnerskapet för molekylär medicin, och i det sameuropeiska molekylärbiologiska laboratoriet (EMBL) i Heidelberg. Övriga partners i Norden är Institute for Molecular Medicine Finland (FIMM) vid i Helsingfors universitet och Centre for Molecular Medicine Norway (NCMM) vid Oslo universitet. Senare har även Danish Research Institute of Translational Neuroscience (DANDRITE) i Århus anslutit sig till samarbetet.
Vid Umeå universitet är MIMS en del av Umeå Centre for Microbial Research (UCMR), som också inkluderar forskare inom molekylärbiologi och klinisk mikrobiologi, kemi och fysik, och har ett nära samarbete med det närbelägna Norrlands universitetssjukhus (NUS). Sedan 2014 koordinerar MIMS den Nationella forskarskolan inom infektion och antibiotika (NDPIA), som finansieras av Vetenskapsrådet och 2017 fick bidragsperioden förlängd till 2021.
MIMS åren 2007–2018 var Bernt Eric Uhlin, professor i molekylär infektionsmedicin, Göran Gustafsson-pristagare i molekylär biologi 1995. Han efterträds 1 oktober 2018 av Oliver Billker, forskningsledare vid Wellcome Trust Sanger Institute i Cambridge, Storbritannien.
Bland ett 20-tal forskargrupper märks 2014 års Göran Gustafsson-pristagare i molekylär biologi Emmanuelle Charpentiers grupp, som forskar om de mekanismer som reglerar infektioner och immunitet, och bland annat varit drivande bakom upptäckten av mekanismerna bakom CRISPR-Cas9-systemet.